# 配景

2つの三角形の配景

点を中心として配景（はいけい、配景的、英: Perspective from point）であるとは、特に射影幾何学において、ある図形の対応する点を結ぶ直線がすべて一点で交わることである。 この双対、直線に関して配景（perspective from a line）であるとは、図形の対応する辺（またはその延長線）の交点が同一直線上にあることである。
配景の概念の射影幾何学における例としては平行線が無限遠点（無限遠直線上にある点）で交わることが挙げられる。 また、高次元における配景も、同様に定義することができる。

## 用語
図形の対応する辺（またはその延長線）のすべての交点を通る直線を配景の軸（axis of perspectivity, perspective axis, homology axis, 古風には perspectrix）という。
図形の対応する点を結ぶ直線の交点は配景の中心（center of perspectivity, perspective center, homology center, pole, 古風にはperspector）または単に配景中心という。
配景の関係にある二つの図形は配景の位置にあると言われる。

## 配景
いくつかの図形の対応する点すべてを通る直線（射影領域）が存在するとき、一方の射影領域の点をもう一方の射影領域へ移す変換を central perspectivity という。この変換の双対は、ある点を通る直線（束）を他の束へ移す変換である。これを axial perspectivity という。

## 三角形
三角形の配景は特に重要な場合である。2つの三角形がある点に関して配景であるとき、その状態を中心配景（centrally perspective）といい、元の三角形は central couple と呼ばれる。2つの三角形がある直線に関して配景であるとき、 その状態を軸配景（axially perspective）といい、元の三角形は axial couple と呼ばれる。
カール・フォン・シュタウトは三角形の配景について記号{\displaystyle ABC\doublebarwedge abc}を導入した。

## 関連する定理
デザルグの定理は三角形のcentral perspectiveとaxial perspectiveは同値であるという定理である。ユークリッド平面のデザルグの定理は、実射影平面 上で証明可能である。図形が一般の位置にない場合でも、もとの証明を少し修正したものを使用できる。デザルグの定理が成立する射影平面は「Desarguesian planes」と呼ばれる。
2種類の配景には延べ10個の点が関連する。6つは三角形の頂点で、他3つは配景の軸上の点、1つは配景の中心である。射影幾何学の双対性 によれば、点と同様に、10個の直線が配景に関連する。うち6つは三角形の辺、3つは配景の中心を通るもの、１つは配景の軸である。この10個の点と10個の線はデザルグ配置を作る。

3つのどの対応でも配景的となる三角形△BbY,△CcX

2つの三角形が少なくとも2つの配置を持つ（対応する頂点の結び方が2通り以上あり、2つの配景の中心がある）とき、3つ目の辺の対応でも配景対応を作ることができる。これは、例えばパップスの六角形定理などと等しい表現である。3つの対応のどれでも配景的であるとき、9点（頂点6つと配景の中心3つ）と、9つの直線（6つの辺と配景の中心を通る3つの直線）はパップス配置を成す。
ライ配置は、三次元上でのパップス配置、つまり三角錐で4通りの配景の関係ができる構成である。